# Copestylum flavissimum
Copestylum flavissimum är en tvåvingeart som först beskrevs av Giglio-tos 1892.  Copestylum flavissimum ingår i släktet Copestylum och familjen blomflugor. Inga underarter finns listade i Catalogue of Life.